# Ріпинці (Орининська сільська громада)
Ріпинці́ — село в Україні, в Кам'янець-Подільському районі Хмельницької області.

## Назва
Вважається, що назва села Ріпинці походить від слова «рипи» — яр, балка. Територія села та сільськогосподарські угіддя навколо вкриті порівняно густою сіткою балок та ярів, це дало назву місцевості і селу.

## Географія
Подільське село Ріпинці розташовано у долині по обидва береги річки Жванчик, лівої притоки Дністра. З півночі та із заходу село межує з лісовими масивами. На схід і південь від села простягаються угіддя полів та пасовищ. Село розташовано на південь на відстані 4 км від адміністративного центру села Оринин. До районного центру міста Кам'янець-Подільський і до залізничної станції у цьому місті — 18 км. Площа Ріпинців становить 297 га на 2007 рік. На відстані 3,5 кілометра від центру села проходить автошлях регіонального значення Р24.

### Клімат
Ріпинці знаходяться в межах вологого континентального клімату із теплим літом, у так званому «теплому Поділлі». Але діяльність людини досить часто призводить до екоциду, поганих змін та глобального потепління. Рівень наповнення річок водою по області становить лише 20 % від необхідного стандарту, значна частина земної поверхні стає посушливою. Для покращення ситуації варто було б проводити ревайлдинг, відновлювати екосистеми та лісові насадження.

## Історія
Ріпинці багаті на археологічні знахідки: в урочищах Кринички та Солонці знайдені залишки трипільського поселення. В урочищі Межирудки, за 1 км на схід від села - трипільське, черняхівське, ранньослов'янське та давньоруське поселення. 
В архівних документах Ріпинці згадуються у списках у кінці XV століття, в 1493 році.
У 1512 році Ріпинці належали Софії, дружині Петра Гуньки з Гуменець. 
У XVIII столітті у Ріпинцях було дві церкви з окремими приходами - Успенська і Покровська. Успенська була трьохкупольна, побудована в 1709 році за кошти місцевого поміщика Бутвина. За майже століття її приміщення занепало, дах прогнив, тож церкву приєднали до приходу сусідської Покровської. Покровську церкву будували за кошти прихожан. При ній діяло уніатське Покровське братство, яке мало устав, затверджений в 1718 році Афанасієм Шептицьким. Нову Покровську церкву, що існує досі, побудували в 1880 році. Неподалік від храму знаходилося кладовище. Як кажуть селяни, воно розташовувалося на місці, де в радянські часи збудували дитсадок і медпункт.
На початку ХІХ століття село вважалось одним з найбільших у західній частині Кам'янецького повіту.
У роки Першої світової війни в Ріпинцях дислокувався 223 Одоєвський піхотний полк.
Внаслідок поразки Перших визвольних змагань на початку XX століття, село надовго окуповане російсько-більшовицькими загарбниками.
Радянська окупація принесла колективізацію та розкуркулення, мешканці села зазнали репресій.
В 1932–1933 селяни села пережили сталінський геноцид, зазнали репресій.
По закінченню Другої світової війни у 1946—1947 роках мешканці села вчергове пережили голод.
З 24 серпня 1991 року село входить до складу незалежної України.
У 2007 році селі Ріпинці функціонувала загальноосвітня школа І-ІІ ступенів, школу відвідували 36 учнів.
24 грудня 2019 року шляхом об'єднання сільських рад Кам'янець-Подільського району село Ріпинці увійшло до складу Орининської сільської громади. Об'єднання в громаду має створити умови для формування ефективної і відповідальної місцевої влади, яка зможе забезпечити комфортне та безпечне середовище для проживання людей.
Станом на 2020 рік школа закрита. У селі працює фельдшерсько-акушерський пункт, магазин, клуб. В приміщенні клубу розміщена бібліотека. Село газифіковане.

## Населення
За переписом населення України 2001 року в селі мешкало 572 особи.
Станом на 1 січня 2007 року населення становить 585 осіб.

### Мова
У селі поширені західноподільська говірка та південноподільська говірка, що відносяться до подільського говору, який належить до південно-західного наріччя.
100 % населення вказало своєю рідною мовою українську мову за даними перепису 2001 року.

## Постаті

### Уродженці
- Завальнюк В'ячеслав Вікторович (1990-2014) — солдат Збройних сил України, учасник російсько-української війни.
- Коханко Октавіан Михайлович (31 березня 1942) — заслужений працівник освіти України, почесний громадянин смт Ярмолинці.
- Снігур Степан Олексійович (25 листопада 1915, Ріпинці — 16 березня 1995, Хотин) — український письменник, журналіст, педагог, ветеран Другої світової війни, кавалер ордена Слави, редактор журналу «Дністер».

## Охорона природи
Село лежить у межах національного природного парку «Подільські Товтри».

## Галерея

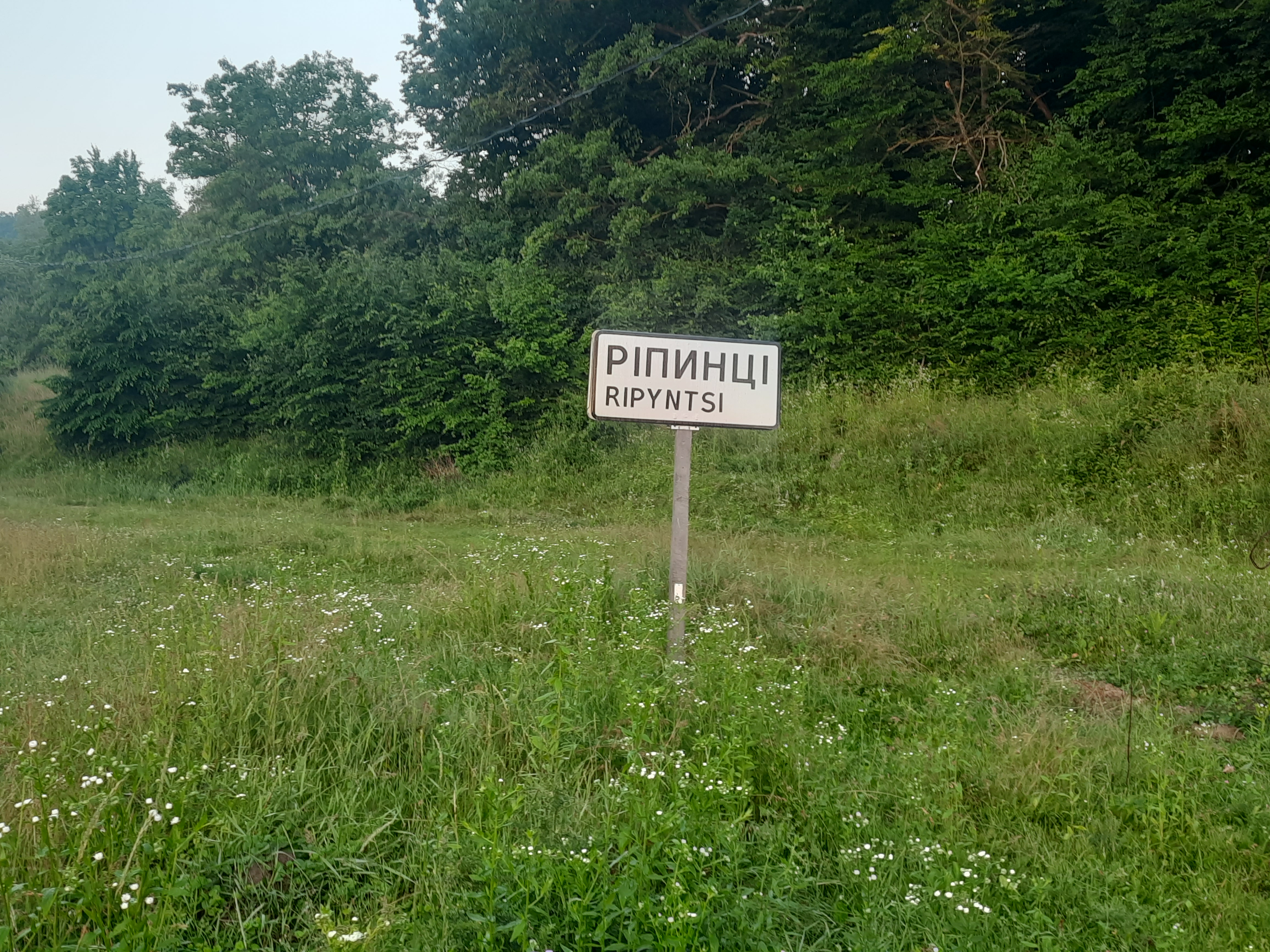
В'їзд у село
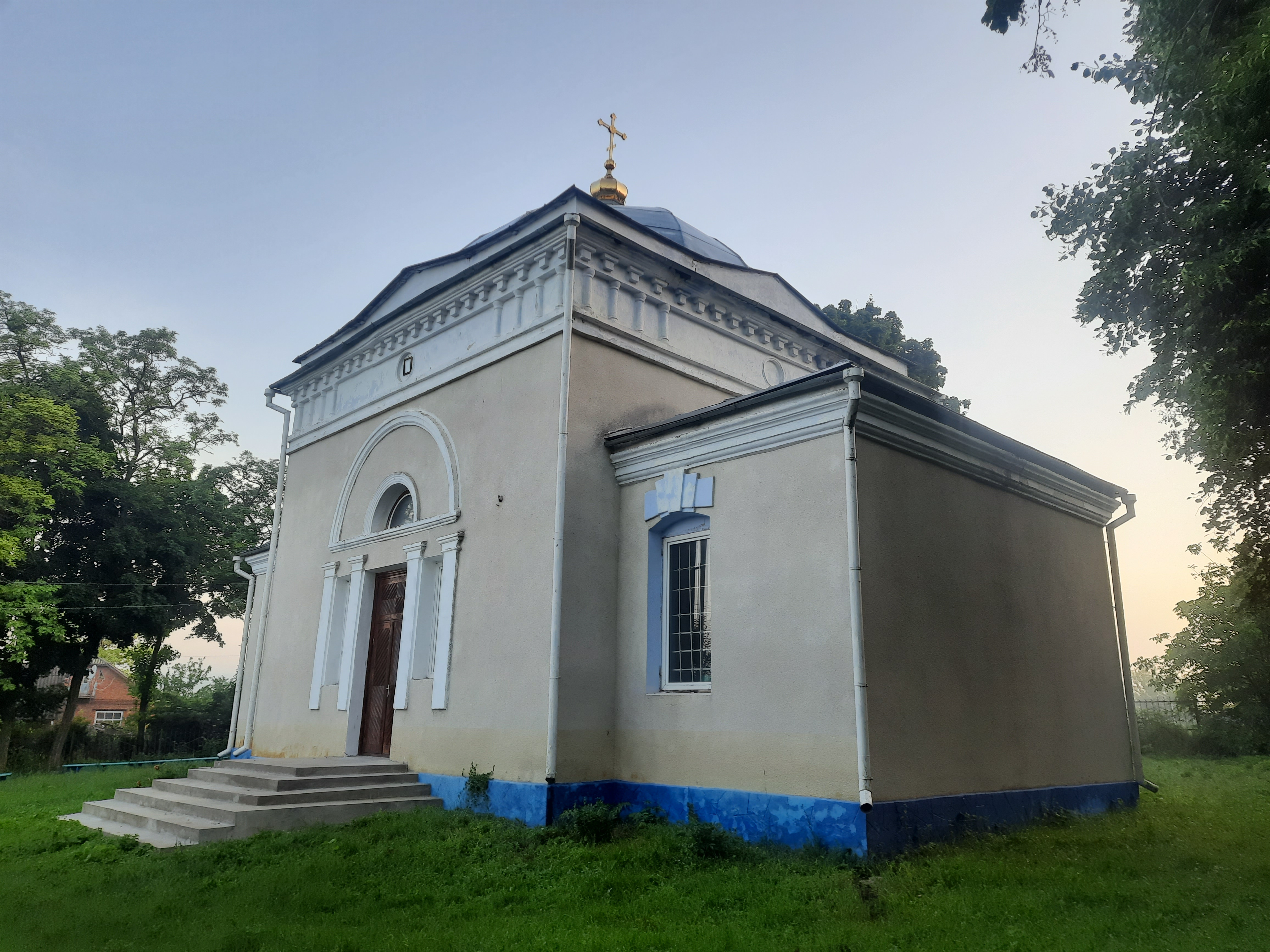
Церква Святої Параскеви 19 ст
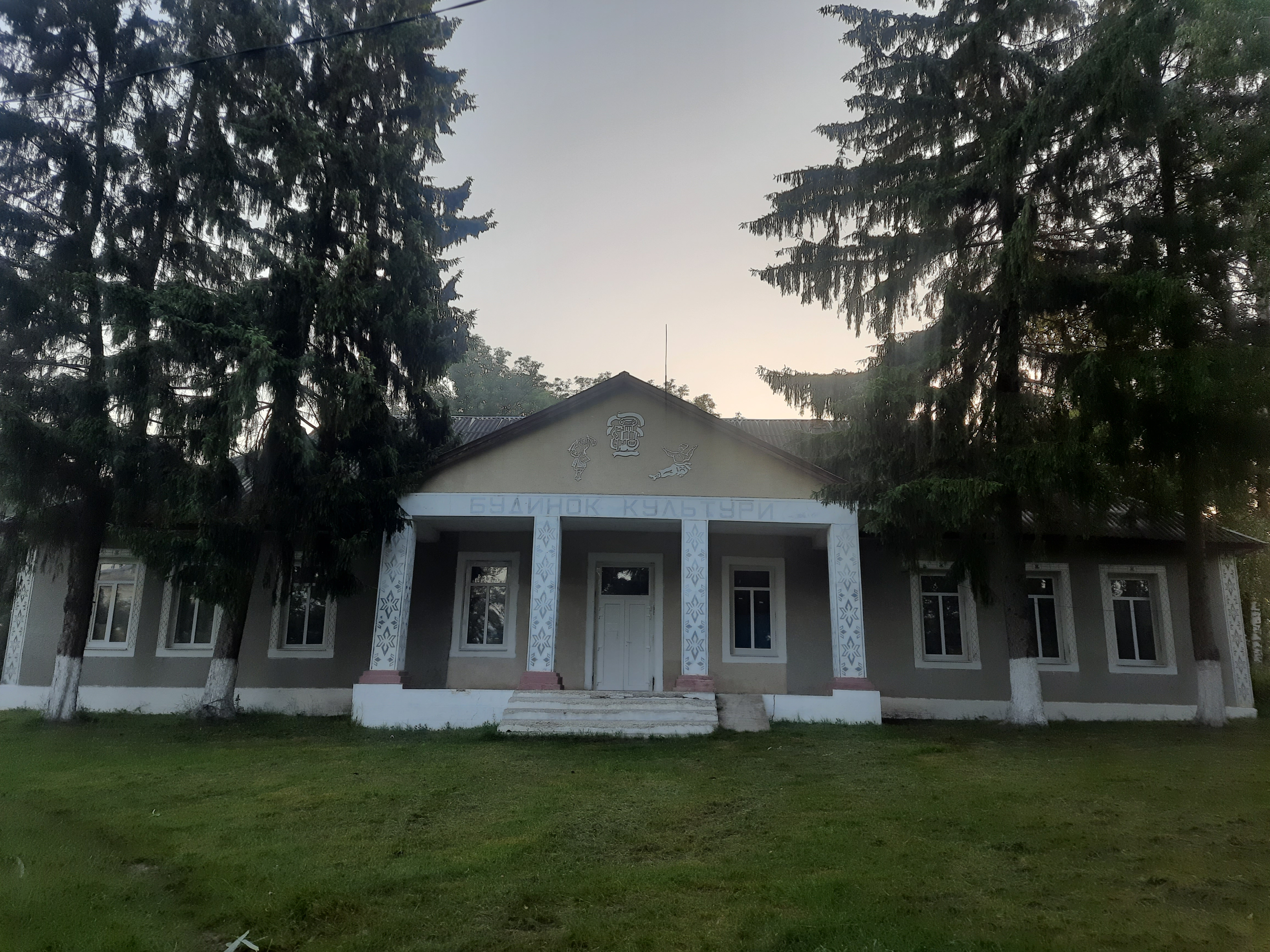
Клуб
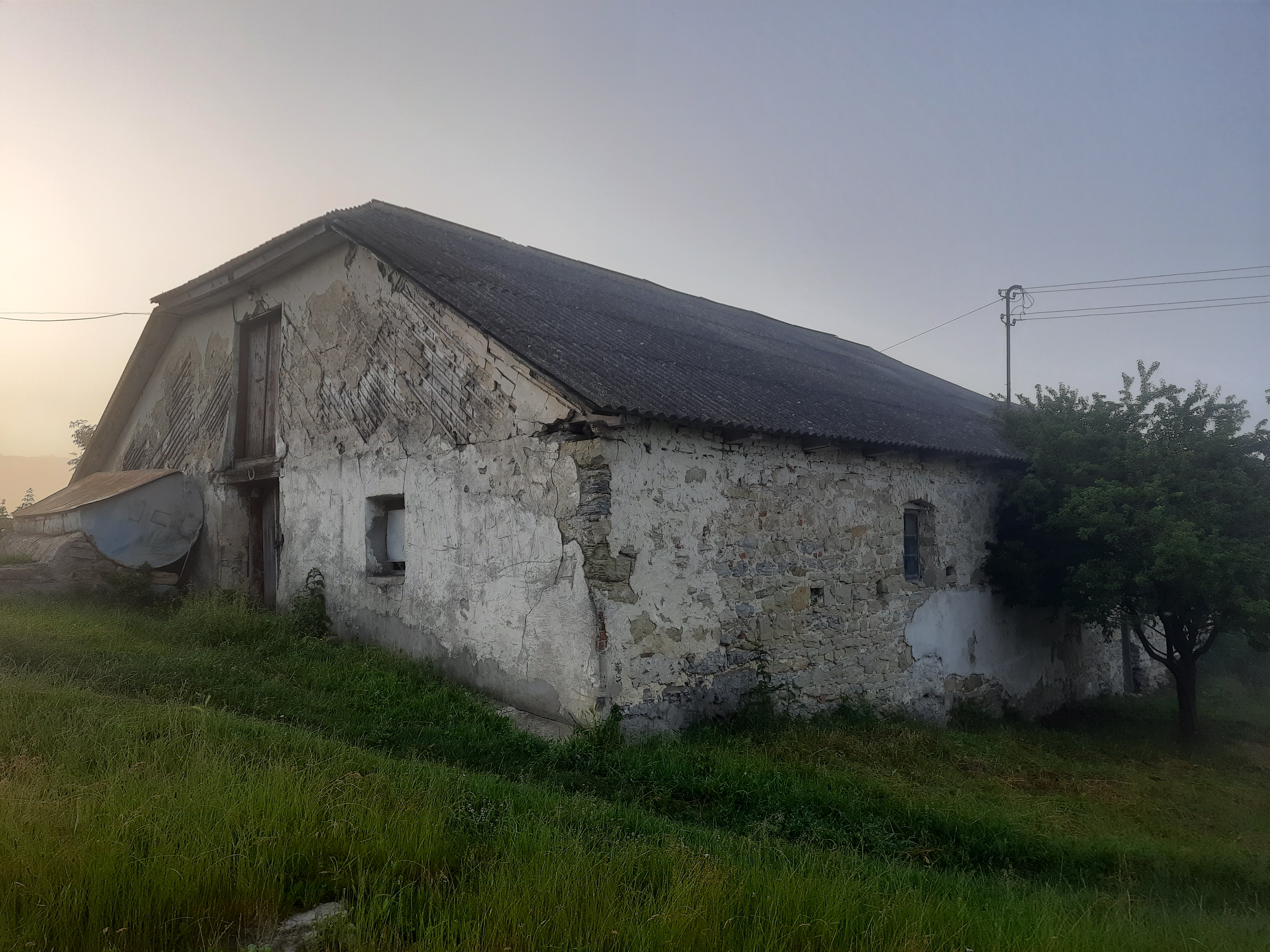
Старий млин на річці Жванчик
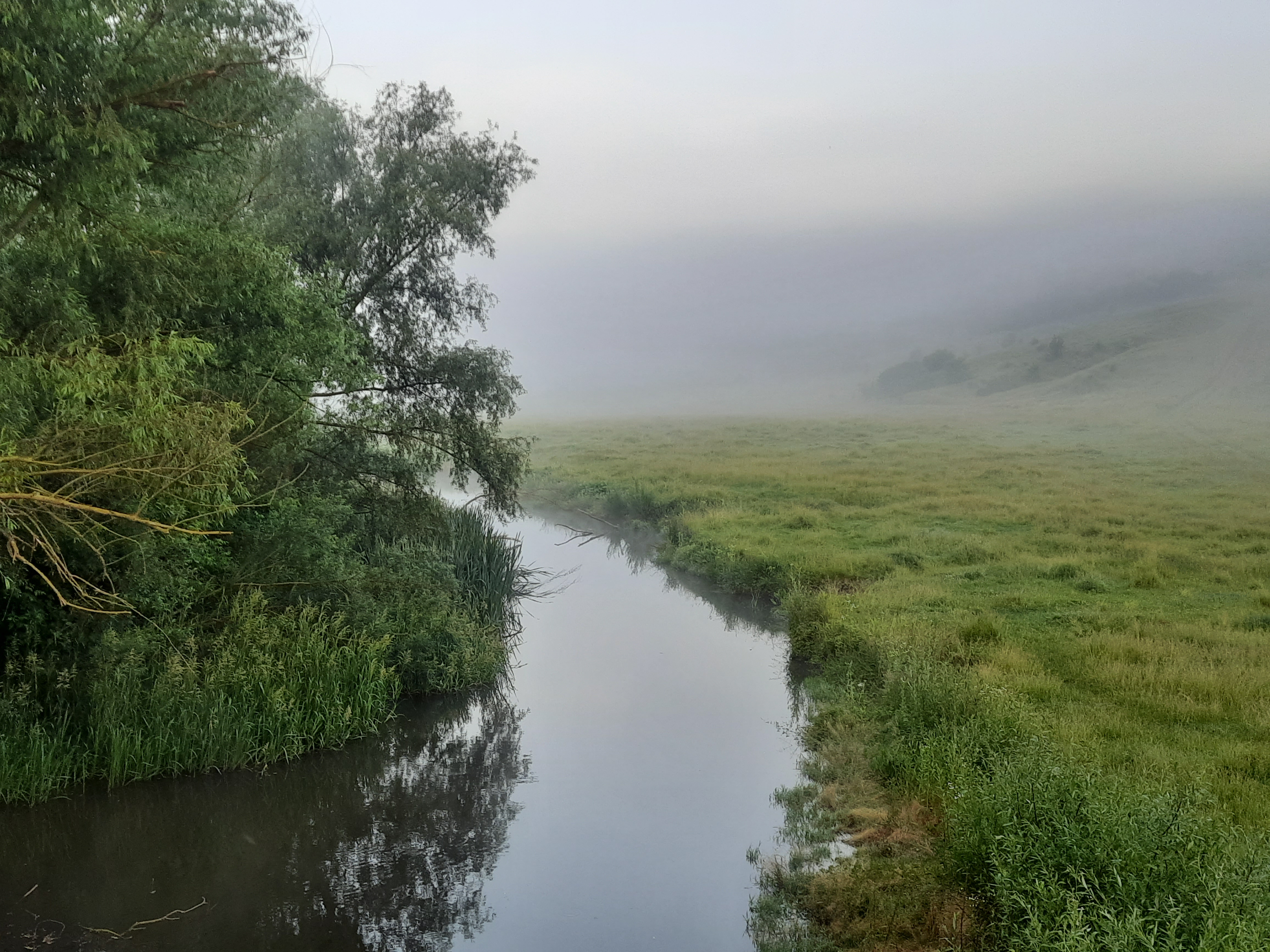
Річка Жванчик біля села